# Sylter Dampfschiffahrtsgesellschaft
Die Sylter Dampfschiffahrtsgesellschaft (kurz: DSG) war eine Schifffahrtsgesellschaft, die 1882 als Aktiengesellschaft, mit einem Kapital von 75.000 Mark, gegründet wurde. Gezeichnet wurden die 150 Aktien zu je 500 Mark durch Sylter Bürger. Im Jahr 1896 wurde das Kapital auf 225.000 Mark erhöht. Die DSG unterhielt eine regelmäßige Fährverbindung zwischen Sylt, wo auch der Sitz der Gesellschaft war, und Hoyer auf dem Festland.
Direktor war zunächst Kapitän Peter Jürgen Hansen Kamp aus Kampen, ab 1893 Kapitän Friedrich Erichsen aus Westerland.

## Geschichte

Die Freya

Ihren Betrieb eröffnete die DSG mit dem von der Reederei Clauen übernommenen Raddampfer Germania und einigen Eisbooten.
1882 erfolgte die Aufnahme des Fährbetriebs zwischen Munkmarsch und Hoyerschleuse. 1884 wurden der Seitenraddampfer Sylt sowie das Schiff Vorwärts in Dienst gestellt. 1985 folgte der Seitenraddampfer Westerland (gebaut auf der Howaldts Werft in Kiel). Drei Jahre später übernahm die Gesellschaft die 1888 fertiggestellte Ostbahn Munkmarsch - Westerland.
1900 wurde die Flotte um den Dampfer Nordsee (Kosten: 92.000 Mark) ergänzt, ein Jahr später folgte der Raddampfer Frisia (Baukosten 116.000 Mark), 1904 kam dann noch der Seitenraddampfer Freya (Baukosten 120.000 Mark) hinzu. 1910 wurde die Kapitalmehrheit der Gesellschaft durch den Bankverein für Schleswig-Holstein und das Bankhaus Schröder Gebrüder &Co. übernommen, die 1907 fertiggestellte Sylter Nordbahn (Westerland – List) wurde aufgekauft.
1919 kaufte die Sylter DSG den Schraubendampfer Auguste Victoria und das  Motorboot Preußen. 1924 pachtete die Gesellschaft die 1902 von der Hamburg-Amerika-Linie gebaute Sylter Südbahn (Westerland – Hörnum).
Da eine Verbindung mit dem Festland im Winter wegen der Vereisung nicht immer möglich war, wurden statt der Schiffe Eisboote eingesetzt, z. B. im Winter 1903/1904. Mit der Fertigstellung des Hindenburgdamms im Jahre 1927 stellte die Gesellschaft den Betrieb ein und wurde am 1. Juli desselben Jahres aufgelöst.